# Природнича музеологія
Природнича музеологія — серія академічних видань, присвячена питанням розвитку музейної справи в Україні у частині природничого музеєзнавства. В основі серії — матеріали наукових конференцій однойменного циклу «Природнича музеологія», що започатковані 2009 року в м. Кам'янець-Подільський за ініціативою Юрія Чернобая та керованих ним двох інституцій — Державний природознавчий музей НАН України та Природнича секція ICOM-Україна.

## Загальна характеристика серії

Обкладинка 5 випуску серії «Природнича музеологія» (2019)

Серія видається кількома різними інституціями, зокрема ICOM-Україна, Державний природознавчий музей НАН України та Національний науково-природничий музей НАН України (ННПМ). З них провідною установою є ННПМ, силами якого видано 4 з 5 випусків серії (всі, окрім першого). Випуски серії розміщено на відповідній сторінці вебсайту ННПМ на сторінці «Природнича музеологія».
З 2019 року, у процесі підготовки 5 конференції циклу «Природнича музеологія» та збірника праць цієї конференції за ініціативою оргкомітету конференції та редакції наукових видань ННПМ подано заявку на реєстрацію серії видань. Відповідне рішення Науково-видавничої ради НАН України було прийнято 18 вересня 2019 року, на 10 річницю циклу конференцій та видань «Природнича музеологія». Відповідно, починаючи з випуску 5, для цього видання оформлено серію «Природнича музеологія» із такими ISBN:
- ISBN 978-966-02-8997-0 (серія, друковане видання)
- ISBN 978-966-02-9025-9 (серія, електронне видання)

Стисло історія видання викладена в огляді Ігоря Загороднюка «Конференції та видання циклу „Природнича музеологія“». Видання готується під ліцензією CC BY-NC, що відображено у вихідних даних видання на другій сторінці обкладинки. Головний редактор серії — акад. Ігор Ємельянов, науковий редактор — Ігор Загороднюк. 
Видання присвячено переважно викладу матеріалів конференцій з природничої музеології та інших наукових семінарів та конференцій, які проводяться природничими музеями НАН України — Національного науково-природничого музею та Державного природознавчого музею.

## Випуски «Природничої музеології»
Нижче подано повні бібліографічні описи всіх цих видань, наведених у хронологічному порядку, починаючи з випуску 2009 року.
2009 Природнича музеологія: теорія та практика: Матеріали Всеукраїнської науково-практичної конференції, 17–18 вересня 2009 р., м. Кам'янець-Подільський; Кам'янець-Подільський нац. ун-т імені Івана Огієнка, Національний природний парк «Подільські Товтри». Кам'янець-Подільський, 2009. 1–168. (Без ISBN).
2012 Сучасні аспекти природничої музеології: Матеріали II міжнародної науково-практичної конференції (11–13 вересня 2012 р., Київ, Канів). Національний науково-природничий музей НАН України, Київ, 2012. 1–140. ISBN 978-966-02-6532-5.
Електронна версія видання: http://www.museumkiev.org/kanev.pdf [Архівовано 8 грудня 2015 у Wayback Machine.]
2013 Практичні питання природничої музеології: Матеріали III науково-практичної конференції, 24–25 жовтня 2013 р., Київ. Національний науково-природничий музей НАН України, Київ, 2013. 1–80. ISBN 978-966-02-7001-5.
Сторінка видання: http://www.museumkiev.org/public/zbirnyk/museology2013.html [Архівовано 8 грудня 2015 у Wayback Machine.]
2015 Природничі музеї та їх роль в освіті і науці: Матеріали Міжнародної наукової конференції 27–30 жовтня 2015. Частина I [геологічна]. Київський національний університет імені Тараса Шевченка; Національний науково-природничий музей НАН України. Відп. ред. В. А. Нестеровський. Київ, 2015. 1–184. [Без ISBN].
2015 Природничі музеї: роль в освіті та науці: Матеріали IV міжнародної наукової конференції. Частина 2 [біологічна]. Національний науково-природничий музей НАН України. За ред. І. Загороднюка. Київ, 2015. 1–184. ISBN 978-966-02-7728-1.
Сторінка видання: http://museumkiev.org/public/museology.html [Архівовано 15 жовтня 2019 у Wayback Machine.]
2019 Природнича музеологія. Випуск 5 [Матеріали V міжнародної наукової конференції]. Національний науково-природничий музей НАН України. За ред. І. Загороднюка. Київ, 2019. 1–313. ISBN 978-966-02-8998-7 (print) та 978-966-02-8999-4 (online).
Сторінка видання: http://museumkiev.org/public/museology.html [Архівовано 15 жовтня 2019 у Wayback Machine.]
В останньому (5) випуску вміщено 80 матеріалів, його обсяг 324 сторінки формату А5.
2020 року редакцією ННПМ розпочато підготовку нового випуску серії «Природнича музеологія», який матиме назву «Вид в біології: теорія і практика». Створено відповідну робочу вебсторінку випуску, доступну для перегляду потенційними учасниками. Редактор випуску — Ігор Загороднюк.